# شهرستان سن بنیتو (کالیفرنیا)
شهرستان سن بنیتو (به انگلیسی: San Benito County) نام یک شهرستان در ایالت کالیفرنیا در آمریکا است.
بخشداری آن هالیستر می‌باشد.